# Alexandre Lamfalussy
Alexandre Lamfalussy (Kapuvár, Hungría, 26 de abril de 1929 - Ottignies, 9 de mayo de 2015) fue un barón y economista húngaro nacionalizado belga, presidente del Instituto Monetario Europeo entre 1994 y 1997 y director general del Banco de Pagos Internacionales de Basilea entre 1985 y 1993.

## Biografía
Nacido en 1929 en Kapuvár, una pequeña localidad al noroeste de Hungría, cerca de Austria, Lamfalussy huyó en 1949 del régimen comunista atravesando con otros tres amigos la frontera austriaca campo a través en pleno invierno. Se dirigió a Bélgica, donde le habían concedido una beca para estudiar en la Universidad Católica de Lovaina. Posteriormente se doctoró en Economía en el Nuffield College de Oxford. Años más tarde enseñaría Economía en las universidades de Lovaina y Yale.

## Trayectoria
En 1963 fue uno de los fundadores de SUERF - una asociación originalmente creado como un grupo para promover la investigación financiera entre los académicos, y se desempeñó como primer Tesorero Honorario de la Asociación. En honor a su contribución a las cuestiones monetarias y financieras europeas, fue nombrado miembro honorario de SUERF en la reunión del 40 aniversario de la asociación celebrada en el Banco de Francia en París.
A partir de 1976 fue asesor económico del Banco de Pagos Internacionales en Basilea y ocupó el cargo de director general adjunto de 1981 a 1985. Él era entonces director general del banco, donde permaneció hasta 1993.
De 1994 a 1997 fue presidente fundador del Instituto Monetario Europeo con sede en Frankfurt, precursor del Banco Central Europeo, cargo en el que sería relevado por Wim Duisenberg, quien un año después sería el primer presidente del BCE.
De 2000 a 2001 presidió el Comité de Sabios sobre la regulación de mercados europeos de valores, cuyas propuestas fueron aprobadas por el Consejo de la Unión Europea en marzo de 2001. Como presidente del comité, supervisó la creación del proceso Lamfalussy, un enfoque para el desarrollo de servicios financieros y la regulación de la industria, que fue utilizado en la MiFID - la Directiva de Mercados de Instrumentos Financieros.